# The Boy and the Pirates

The Boy and the Pirates est un film américain réalisé par Bert I. Gordon, sorti en 1960.

## Fiche technique
- Titre : The Boy and the Pirates
- Réalisation : Bert I. Gordon
- Scénario : Bert I. Gordon, Jerry Sackheim et Lillie Hayward
- Production : Bert I. Gordon
- Musique : Albert Glasser
- Photographie : Ernest Haller
- Montage : Jerome Thoms
- Pays d'origine : États-Unis
- Format : Couleurs - 1,66:1 - Mono
- Genre : Aventure
- Durée : 82 minutes
- Date de sortie : 1960

## Distribution
- Charles Herbert (en) : Jimmy Warren
- Susan Gordon (en) : Katrina Van Keif / Kathy
- Murvyn Vye : Barbe Noire
- Paul Guilfoyle : Snipe
- Joe Turkel : Abu le génie
- Timothy Carey : Morgan
- Archie Duncan	: Scoggins
- Than Wyenn (en) : Hunter
- Albert Cavens (en) : Dutch Captain
- Mickey Finn : Peake
- Morgan Jones : Mr. Warren